# Diadelioides strandi
Diadelioides strandi là một loài bọ cánh cứng trong họ Cerambycidae.